# Biotopo Bigleidermoos - Biotop Bigleidermoos
Biotopo Bigleidermoos - Biotop Bigleidermoos este o arie protejată (sit de importanță comunitară — SCI) din Italia întinsă pe o suprafață de 5,04 ha, integral pe uscat.

## Localizare
Centrul sitului Biotopo Bigleidermoos - Biotop Bigleidermoos este situat la coordonatele 46°22′14″N 11°20′31″E / 46.3705°N 11.342°E.

## Înființare
Situl Biotopo Bigleidermoos - Biotop Bigleidermoos a fost declarat sit de importanță comunitară în decembrie 2017 pentru a proteja 2 specii de animale.

## Biodiversitate
Situată în ecoregiunea alpină, aria protejată conține 6 habitate naturale: Păduri acidofile de Picea de la nivel montan la nivel alpin (Vaccinio-Piceetea), Mlaștini alcaline, Lacuri și iazuri distrofice naturale, Mlaștini turboase de tranziție și turbării mișcătoare, Mlaștini împădurite, Formațiuni ierboase bogate în specii de Nardus, dezvoltate pe substraturi silicioase în zone montane (și în zone submontane, în Europa continentală).
La baza desemnării sitului se află mai multe specii protejate:
- amfibieni (1): izvoraș-cu-burta-galbenă (Bombina variegata)
- nevertebrate (1): libelule (Leucorrhinia pectoralis)

Pe lângă speciile protejate, pe teritoriul sitului au mai fost identificate 8 specii de plante.